# Vitaliano di Osimo
Vitaliano di Osimo (fl. VIII secolo) fu vescovo di Osimo per 33 anni, nell'VIII secolo.
La Chiesa cattolica lo venera come santo.
Fece costruire (o ricostruire) la cadente cattedrale dedicata a San Leopardo, primo vescovo della città nel IV secolo. Qui venne sepolto.
Nel 1755 una delibera del Comune di Osimo lo registrò fra i santi protettori della città.  
Viene celebrato il 16 luglio.